# Palisa (cráter)

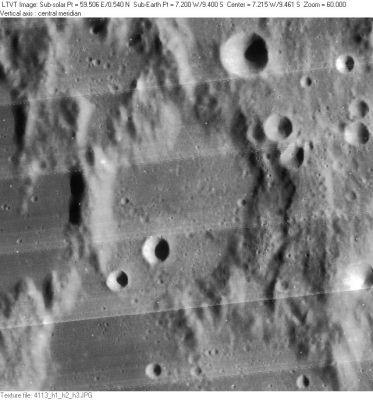
Fotografía de la misión Lunar Orbiter 4

Palisa es un cráter de impacto lunar, que se encuentra al oeste de la cuenca amurallada del cráter Ptolemaeus. Está al nornoreste del cráter Davy, y se halla unido al cráter satélite relleno con lava Davy Y por una gran fractura en su borde suroeste.
|  |

EL borde de Palisa está altamente erosionado, especialmente en su mitad oeste, donde existen numerosos espacios, por los que se une el cráter con el Mare Nubium. El interior es casi plano, marcado solo por un par de cráteres pequeños en el suroeste. El mayor se estos es designado como Palisa P. Los cráteres satélite D, A, y W se encuentran justo fuera de su pared noreste.

## Cráteres satélite
Por convención estos elementos son identificados en los mapas lunares poniendo la letra en el lado del punto medio del cráter que está más cercano a Palisa.
|        | \| Palisa \| Coordenadas \| Diámetro \| \| ------ \| -------------------------- \| -------- \| \| A \| 9°00′S 6°42′O / -9.0, -6.7 \| 5 km \| \| C \| 7°42′S 6°24′O / -7.7, -6.4 \| 9 km \| \| D \| 8°36′S 6°54′O / -8.6, -6.9 \| 8 km \| \| E \| 8°24′S 5°42′O / -8.4, -5.7 \| 18 km \| \| P \| 9°36′S 7°18′O / -9.6, -7.3 \| 5 km \| \| T \| 8°12′S 8°12′O / -8.2, -8.2 \| 12 km \| \| W \| 9°06′S 6°18′O / -9.1, -6.3 \| 4 km \| |          |
| Palisa | Coordenadas | Diámetro |
| A      | 9°00′S 6°42′O / -9.0, -6.7 | 5 km     |
| C      | 7°42′S 6°24′O / -7.7, -6.4 | 9 km     |
| D      | 8°36′S 6°54′O / -8.6, -6.9 | 8 km     |
| E      | 8°24′S 5°42′O / -8.4, -5.7 | 18 km    |
| P      | 9°36′S 7°18′O / -9.6, -7.3 | 5 km     |
| T      | 8°12′S 8°12′O / -8.2, -8.2 | 12 km    |
| W      | 9°06′S 6°18′O / -9.1, -6.3 | 4 km     |